# Thea Haupt
Thea Haupt (* 5. Februar 1906 in Breslau; † 25. August 1981 in Nürnberg) war eine deutsche Schriftstellerin und Grafikerin.

## Leben
Thea Haupt, geb. Fritschen, war Tochter eines Postrats und einer Malerin. Sie wuchs in Schlesien auf und besuchte eine Kunstgewerbeschule in Gleiwitz, später wechselte sie nach Nürnberg. Sie wurde zur Gebrauchsgraphikerin und Lithographin ausgebildet und erhielt eine Stelle in der Redaktion eines großen Modeverlags, danach kam sie in die Redaktion der ersten deutschen Rundfunkzeitung. Thea Haupt lebte bis zum Ausbruch des Krieges mit ihrem Mann Friedrich Wilhelm Haupt in Berlin. Im Krieg wurde sie als Bildjournalistin dienstverpflichtet und war auch gestalterisch an einem Adventskalender der NSDAP beteiligt. Nach Kriegsende fand sie als Flüchtling eine Bleibe in der Pfalz und lebte teils vom Verkauf eigener Bilder, ab 1962 wohnte sie in Dansenberg bei Kaiserslautern. Sie schrieb ein Kinderkochbuch, Kinder- und Jugendliteratur, dazu ein Buch über den Rhein. Sie reiste mit ihrem Mann zunächst privat nach Afrika, später arbeitete sie als Afrika-Korrespondentin für Zeitungen. Ihr Alterswerk handelt von den mittelalterlichen Kreuzzügen. Thea Haupt war Mitglied des Historischen Vereins der Pfalz. 1981 verstarb sie in einem Krankenhaus in Nürnberg.

## Werke
- Vorweihnachten. München 1940.
- Warum darf ich – darf ich nicht? Kaiserslautern, Kinderbuch Verlag 1957.
- Wir schaffens auch alleine. Bad Godesberg Voggenreiter 1958.
- Buch vom großen Strom. Ensslin & Laiblin 1961.
- Zöpfchen und Knöpfchen. Reutlingen, Ensslin 1962.
- Viel Steine gab's und wenig Brot. Thienemann Verlag 1980, ISBN 978-3522131506.
- Wallfahrt in Waffen. posthum. Stuttgart, Thienemann 1982, ISBN 978-3-522-13440-8.